# Kokoswasser

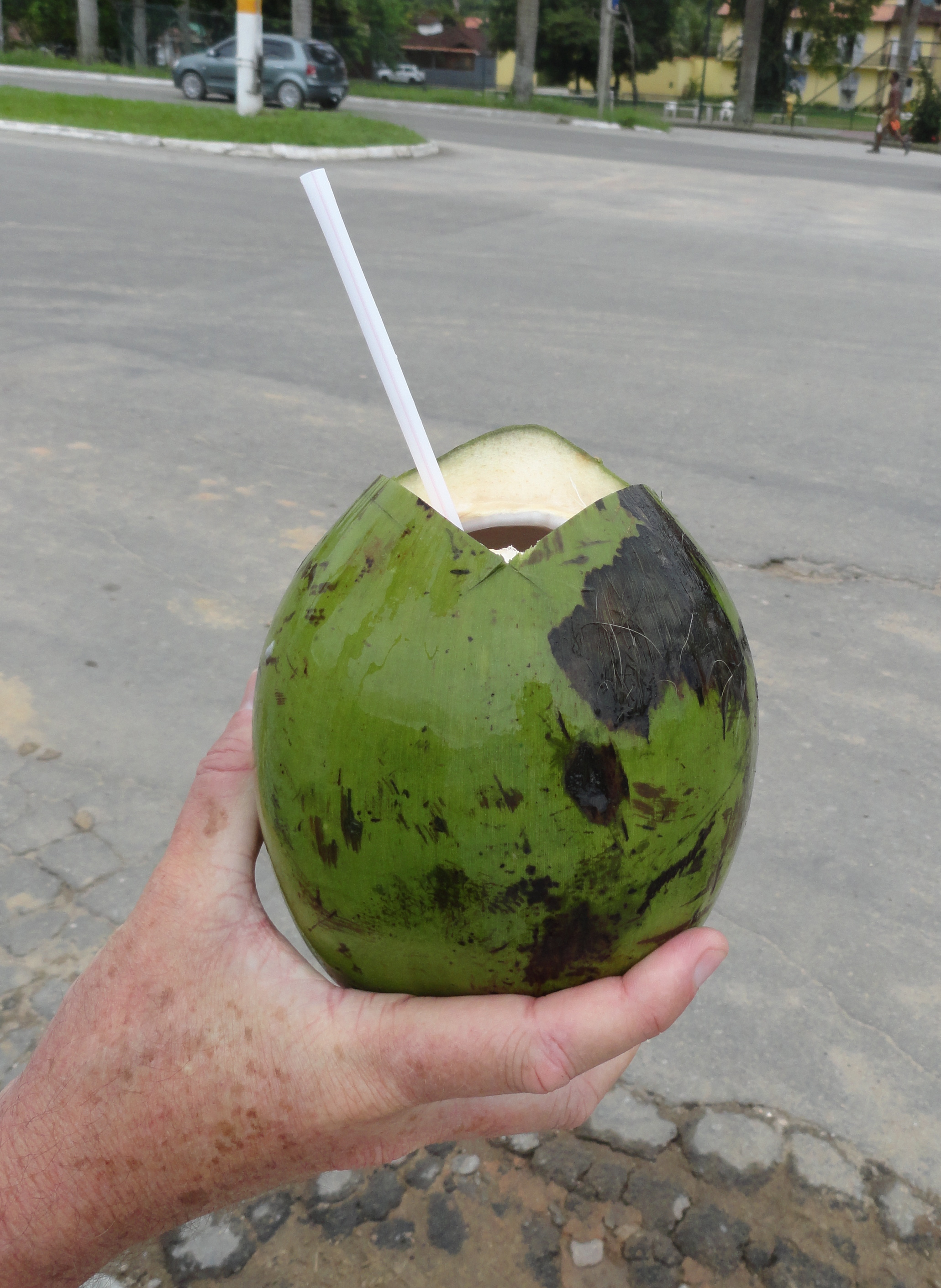
Kokoswasser als Getränk

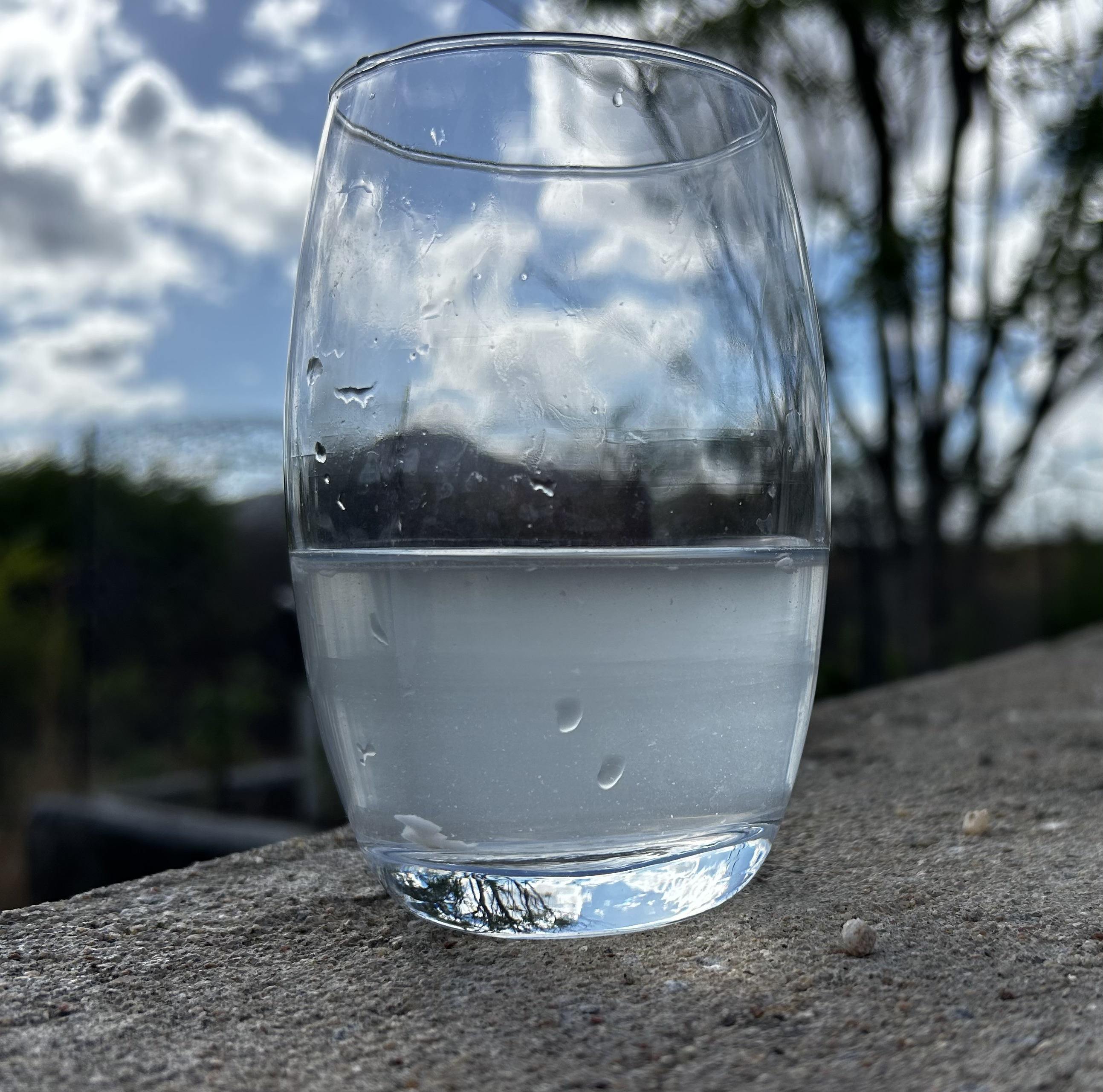
Frisches Kokoswasser

Als Kokoswasser, auch Kokosnusswasser oder Kokosnusssaft, wird der flüssige Inhalt von Kokosnüssen bezeichnet. Dies gilt sowohl für junge Kokosnüsse bis zu 6 Monaten als auch für reife Kokosnüsse (10 bis 13 Monate). In den Anbauländern ist das Kokoswasser der jungen Früchte ein wichtiger Trinkwasserersatz und wird oft als Street Food angeboten.
Die Menge des Kokoswassers nimmt mit zunehmender Reife ab. Restlos verbraucht wird sie allerdings erst bei der Keimung. Nach der Ernte kann an der enthaltenen Menge Kokoswasser abgeschätzt werden, wie lange eine Nuss gelagert wurde. Je frischer die Nuss ist, desto mehr Kokoswasser enthält sie.
Die gelbschalige „King Coconut“ (Cocos nucifera ‚King‘, in Sri Lanka auch „Thambili“ genannt) enthält mehr Kokoswasser und weniger Fruchtfleisch als grünschalige Kokosnüsse, da sie als Trinkkokosnuss gezüchtet wurde.

## Einordnung als Fruchtsaft
Die Kokosnuss ist keine Nuss, sondern eine einsamige Steinfrucht. Fälschlicherweise wurde „Kokoswasser“ aufgrund der Bezeichnung als „Wasser“ (auch in anderen Sprachen, z. B. englisch coconut water) lange Zeit nicht als Fruchtsaft eingeordnet, obwohl die Ernährungs- und Landwirtschaftsorganisation der Vereinten Nationen (FAO) im Codex Alimentarius Kokosnüsse bzw. Kokosnusswasser unter Fruchtsäften führte. Dies änderte sich 2003 in den USA durch eine Festlegung der US-Behörden. In Europa erfolgte die Festlegung auf europäischer Ebene erstmals durch den Europäischen Fruchtsaftverband (AIJN) 2016 und 2017. Diese Position wurde 2017 vom ALS für Deutschland bestätigt. Seitdem können die Bezeichnungen Kokoswasser, Kokosnusswasser und Kokosnusssaft synonym verwendet werden. Dies bringt Vorteile für den Verbraucher, da Fruchtsäfte und ähnliche Erzeugnisse den strengeren Vorgaben gemäß der deutschen Fruchtsaft- und Erfrischungsgetränkeverordnung (und den entsprechenden Verordnungen der EU-Staaten) unterliegen. Damit ist beispielsweise der Zusatz von Zucker nicht erlaubt.

## Inhaltsstoffe
Kokosnusswasser hat einen sehr geringen physiologischen Brennwert (10 bis 19 kcal pro 100 ml), weil es nur sehr wenig Zucker enthält (1,8 bis 2,61 g pro 100 ml). Dies stellt eine Besonderheit unter den Fruchtsäften dar (zum Vergleich Orangensaft: 42 kcal pro 100 ml und 8,52 g Zucker pro 100 ml). Zusätzlich weist es signifikante Mengen an Calcium, Magnesium und Kalium auf, die weit über die von Mineralwasser hinausgehen: 250 mg Magnesium, 2500 mg Kalium und 240 mg Calcium, je Liter. Der Salzgehalt erreicht 1050 mg pro Liter und bleibt somit im moderaten Bereich.

## Verwendung

### Nahrungsmittel
Traditionell wird in Asien und Südamerika nur Kokosnusswasser aus jungen Kokosnüssen getrunken. Dieses ist keimfrei, solange die Nuss geschlossen bleibt, und enthält bei jungen Nüssen kein Fett. Es schmeckt nicht nach dem typisch bekanntem Kokosaroma, es ist leicht im Geschmack – kein schwerer Saft – und enthält viele Mineralstoffe. Damit ist es der ideale traditionelle Durstlöscher in den Tropen und gleicht die verloren gegangenen Mineralstoffe aus.
Nur Kokoswasser aus jungen Nüssen wird bei längerem Kontakt mit Luft meist rosa oder sogar pink. Diese farbliche Veränderung wird pinking genannt. Sie ist kein Zeichen für schlechte Qualität, sondern ein enzymatischer Prozess, der weder Geschmack noch Geruch ändert bzw. negativ beeinflusst.
Auf Inseln ohne Quellen werden pro Person und Tag drei bis sechs Kokosnüsse zur Deckung des Flüssigkeitsbedarfs benötigt. Üblich ist die Versorgung des Flüssigkeitsbedarfs durch Kokoswasser zum Beispiel auf den Molukken und Karolinen. Es wird entweder roh getrunken oder zu Kokoswein vergoren. Der vergorene Saft hat einen bitteren Geschmack. Aus dem vergorenen Kokoswasser wird auch ein Branntwein destilliert.

### Medizin
Unter Notfallbedingungen ist das sterile und mineralhaltige Kokoswasser intravenös als Infusionslösung zur Behandlung des Volumenmangelschocks eingesetzt worden. Bei Durchfallerkrankungen wird Kokoswasser in einigen Ländern traditionell zum Flüssigkeitsausgleich eingesetzt. Wegen des zu niedrigen Kochsalz- und Glukosegehalts stellt Kokoswasser keine Alternative zu der von der WHO empfohlenen oralen Rehydrationslösung dar.

## Studien
Es gibt zahlreiche Studien zu den gesundheitlichen Vorzügen von Kokoswasser als Lebensmittel und zur Verwendung in der Medizin:
- Kokoswasser als Getränk für Sportler[16][17][18][19][20][21][22]

- Direkte Infusionslösung aus der jungen Nuss in den Blutkreislauf in der klinischen Praxis[23]

- Orale Rehydratation mit Kokoswasser als Alternative zu herkömmlichen (Infusions-)Lösungen[24][25][26][27][28]

- Antibakterielle Wirkung von Kokoswasser[29]

- Amalgamausleitung mit Kokoswasser[30]

## Abgrenzung zur Kokosmilch
Während die Kokosmilch aus dem Fruchtfleisch der Kokosnuss gewonnen wird, besteht Kokoswasser aus dem flüssigen Inhalt der Frucht.
Zudem hat die Kokosmilch andere Nährstoffe als Kokoswasser, zum Beispiel weist sie einen höheren Fettanteil und damit mehr Nahrungsenergie auf.